# Ida Jacobsen
Ida Gørtz Jacobsen (Copenhague, 1 de marzo de 1995) es una deportista danesa que compite en remo.
Ganó una medalla de bronce en el Campeonato Mundial de Remo de 2019, en la prueba de cuatro sin timonel. Participó en los Juegos Olímpicos de Tokio 2020, ocupando el octavo lugar en la misma prueba.

## Palmarés internacional
| Campeonato Mundial | Campeonato Mundial   | Campeonato Mundial | Campeonato Mundial |
| Año                | Lugar                | Medalla            | Prueba             |
| ------------------ | -------------------- | ------------------ | ------------------ |
| 2019               | Ottensheim (Austria) | Medalla de bronce  | Cuatro sin timonel |